# 高崎市総合福祉センター
高崎市総合福祉センター（たかさきしそうごうふくしセンター）とは、群馬県高崎市末広町にある福祉施設の名称である。

## 概要
高崎市総合福祉センターは、障害者センターや地域包括支援センター、児童センター、シルバーセンター、福祉会館の機能が一体的に整備された総合福祉施設であり、市の事業で設置された。
施設の管理は藤田テクノと東急コミュニティーが行っている。

### 館内施設
| 階 | 概 要                                                                                      |
| -- | ------------------------------------------------------------------------------------------ |
| 3F | 福祉会館、会議室                                                                           |
| 2F | 児童センター、シルバーセンター、たまごホール                                               |
| 1F | 障害者センター、地域包括センター支援、体育館、機能回復訓練室、会議室、相談室、事務室、売店 |

## 交通アクセス
- 北高崎駅から徒歩13分
- 高崎問屋町駅から徒歩20分